# 平昌关镇
平昌关镇，是中华人民共和国河南省信阳市平桥区下辖的一个乡镇级行政单位。

## 行政区划
平昌关镇下辖以下地区：
昌平社区、朱庄村、王畈村、古城村、庸墩村、刘湾村、李营村、平昌村、杨寨村、胡寨村、蒿林村、刘集村、清淮村、母子河村、翟寨村、石桥村、徐湾村、陈店村、灌塘村和莲花村。